# Kipengere
Kipengere je horské pásmo na jihozápadě Tanzanie (regiony Mbeya a Njombe), zvané také Livingstonovo pohoří podle cestovatele Davida Livingstona. Nachází se mezi údolími řek Ruaha a Ruhuhu na severním pobřeží jezera Malawi, tvoří východní hranici Východoafrického riftu. Je tvořeno převážně žulou, rulou a křemenem, má charakter poměrně málo členité náhorní plošiny, nejvyšším vrcholem je Mtorwi (2691  m n. m.). Oblast je řídce osídlená, původními obyvateli jsou Kingové. Podnebí je poměrně chladné, s občasnými nočními mrazy. Převládají savany s kosatcovitou rostlinou Moraea callista, v údolích se nacházejí lesy, v nichž je hlavním druhem Juniperus procera. Endemickým ptačími druhy jsou zvonohlík horský a červenka lesní. Nachází se zde Národní park Kitulo.